# Thelidium minutulum
Thelidium minutulum är en lavart som beskrevs av Körb. Thelidium minutulum ingår i släktet Thelidium och familjen Verrucariaceae.  Arten är reproducerande i Sverige. Inga underarter finns listade i Catalogue of Life.
I den svenska databasen Dyntaxa används istället namnet Thelidium aethioboloides för samma taxon.  Arten är reproducerande i Sverige.